# Henry Grey, I conte di Stamford
Henry Grey (1599 – 21 agosto 1673) è stato un nobile e militare inglese.

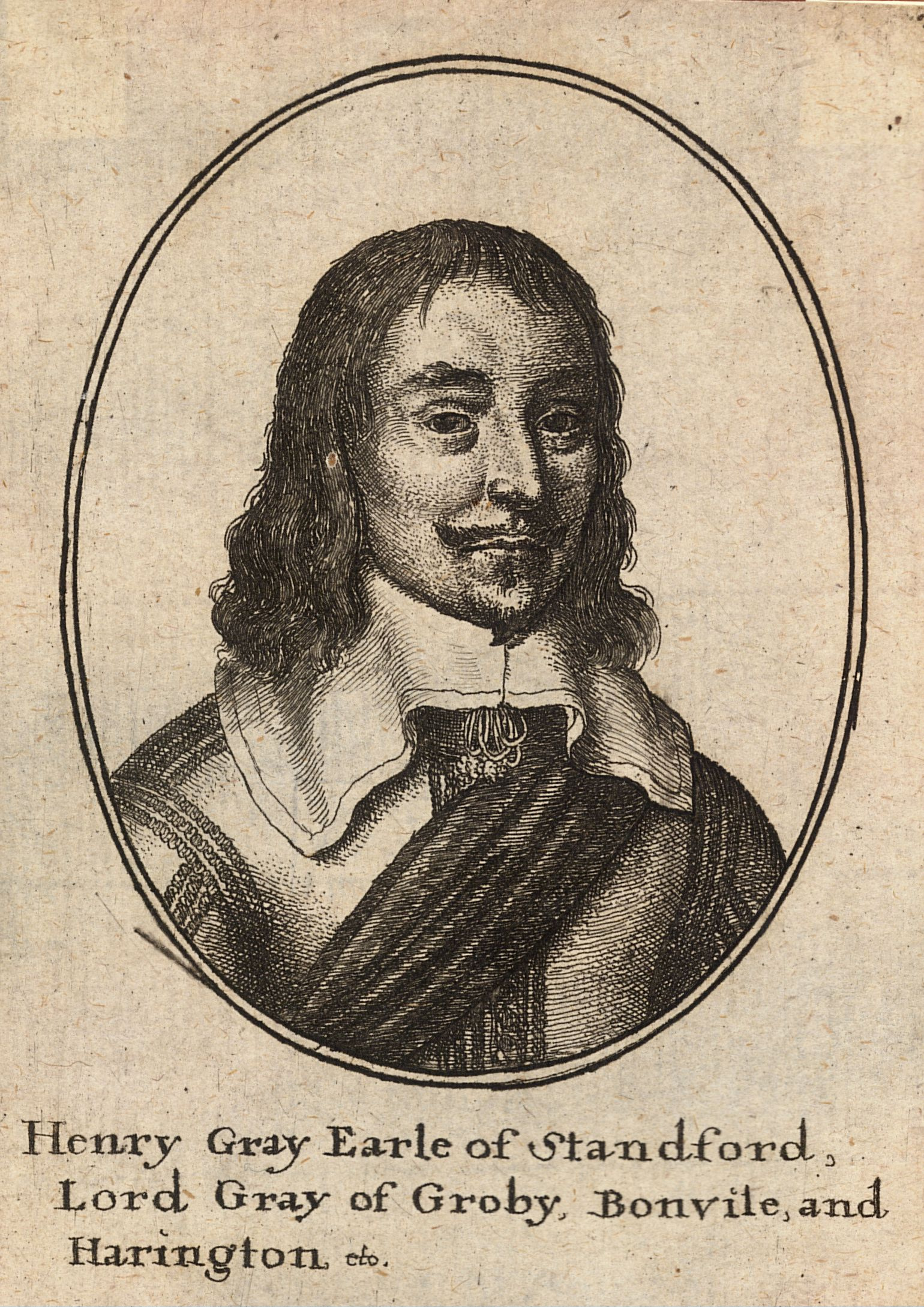
Henry Grey

Prima di divenire primo conte di Stamford, fu chiamato col nome di Lord Grey di Groby dal 1614 al 1628.

## Biografia

### Famiglia
Era il figlio maggiore di Sir John Grey e della ricca ereditiera Elizabeth Nevill. Sua madre era figlia di Edward Nevill, VIII barone Bergavenny e di Rachel Lennard.
Henry ereditò dal nonno paterno Henry il titolo di barone Grey di Groby nel luglio 1614. Sua nonna paterna fu Anne Windsor, figlia minore di William Windsor, II barone Windsor e della prima moglie Margaret Sambourne.
Suo bisnonno fu Lord John Grey di Pirgo, figlio di Thomas Grey, II marchese di Dorset.

### Carriera
Grey si immatricolò presso il Trinity College di Cambridge nel 1615 e gli venne concessa una borsa di studio in occasione della visita del re in quell'anno.
Sposò Anne Cecil, figlia di William Cecil, II conte di Exeter ed erede della città fortificata di Stamford. Nel marzo del 1628 fu creato conte di Stamford.
Poco prima dello scoppio della Guerra civile inglese, venne compreso come uno degli oppositori di Carlo I d'Inghilterra e fu fatto Lord luogotenente del Leicestershire. Dopo alcune operazioni attorno a Leicester, occupò Hereford e, quando fu costretto ad abbandonare la città, marciò verso la Cornovaglia.
Nella battaglia di Stratton, il 16 marzo 1643, le sue truppe vennero sconfitte dalle forze reali; andato verso Exeter, Stamford fu costretto ad arrendersi dopo un assedio di tre mesi. Non prese parte ad altre operazioni di guerra, e venne accusato di codardia.
Le devastazioni delle truppe reali lo avevano ridotto in povertà e, sfiduciato dalla Camera dei comuni, ebbe grande difficoltà nell'ottenere dal parlamento qualche indennizzo. Dopo un periodo di ritiro, venne arrestato, e subito rilasciato, per essersi dichiarato a favore di Carlo II d'Inghilterra durante una rivolta nell'agosto 1659.
Morì il 21 agosto 1673 e la contea passò a suo nipote Thomas Grey, II conte di Stamford.

## Ascendenza
|                                       |                                      |                                    | Genitori                         |  |  | Nonni |  |  | Bisnonni  |  |  | Trisnonni                          |  |
|                                       |                                      |                                    |                                  |  |  |       |  |  | John Grey |  |  | Thomas Grey, II marchese di Dorset |  |
|                                       |                                      |                                    |                                  |  |  |       |  |  | John Grey |  |  | Thomas Grey, II marchese di Dorset |  |
|                                       |                                      | Frances Brandon                    |                                  |  |  |       |  |  | John Grey |  |  |                                    |  |
| Henry Grey, I barone Grey di Groby    |                                      |                                    |                                  |  |  |       |  |  | John Grey |  |  |                                    |  |
|                                       |                                      | Mary Browne                        | Anthony Browne                   |  |  |       |  |  |           |  |  |                                    |  |
|                                       |                                      | Mary Browne                        | Anthony Browne                   |  |  |       |  |  |           |  |  |                                    |  |
|                                       |                                      | Mary Browne                        | Alice Gage                       |  |  |       |  |  |           |  |  |                                    |  |
| John Grey                             |                                      | Mary Browne                        |                                  |  |  |       |  |  |           |  |  |                                    |  |
|                                       |                                      | William Windsor, II barone Windsor | Andrew Windsor, I barone Windsor |  |  |       |  |  |           |  |  |                                    |  |
|                                       |                                      | William Windsor, II barone Windsor | Andrew Windsor, I barone Windsor |  |  |       |  |  |           |  |  |                                    |  |
|                                       |                                      | William Windsor, II barone Windsor | Elizabeth Blount                 |  |  |       |  |  |           |  |  |                                    |  |
| Anne Windsor                          |                                      | William Windsor, II barone Windsor |                                  |  |  |       |  |  |           |  |  |                                    |  |
|                                       |                                      | Margaret Sambourne                 | William Sambourne                |  |  |       |  |  |           |  |  |                                    |  |
|                                       |                                      | Margaret Sambourne                 | William Sambourne                |  |  |       |  |  |           |  |  |                                    |  |
|                                       |                                      | Margaret Sambourne                 | Anne Copley                      |  |  |       |  |  |           |  |  |                                    |  |
| Henry Grey, I conte di Stamford       |                                      | Margaret Sambourne                 |                                  |  |  |       |  |  |           |  |  |                                    |  |
|                                       | Edward Nevill, VII barone Bergavenny | Edward Neville                     |                                  |  |  |       |  |  |           |  |  |                                    |  |
|                                       | Edward Nevill, VII barone Bergavenny | Edward Neville                     |                                  |  |  |       |  |  |           |  |  |                                    |  |
|                                       | Edward Nevill, VII barone Bergavenny | Eleanor Windsor                    |                                  |  |  |       |  |  |           |  |  |                                    |  |
| Edward Nevill, VIII barone Bergavenny | Edward Nevill, VII barone Bergavenny |                                    |                                  |  |  |       |  |  |           |  |  |                                    |  |
|                                       |                                      | Katharine Brome                    | John Brome                       |  |  |       |  |  |           |  |  |                                    |  |
|                                       |                                      | Katharine Brome                    | John Brome                       |  |  |       |  |  |           |  |  |                                    |  |
|                                       |                                      | Katharine Brome                    | Margaret Rowse                   |  |  |       |  |  |           |  |  |                                    |  |
| Elizabeth Nevill                      |                                      | Katharine Brome                    |                                  |  |  |       |  |  |           |  |  |                                    |  |
|                                       |                                      | John Lennard                       | John Lennard                     |  |  |       |  |  |           |  |  |                                    |  |
|                                       |                                      | John Lennard                       | John Lennard                     |  |  |       |  |  |           |  |  |                                    |  |
|                                       |                                      | John Lennard                       | Catherine Weston                 |  |  |       |  |  |           |  |  |                                    |  |
| Rachel Lennard                        |                                      | John Lennard                       |                                  |  |  |       |  |  |           |  |  |                                    |  |
|                                       |                                      | Elizabeth Harman                   | William Harman                   |  |  |       |  |  |           |  |  |                                    |  |
|                                       |                                      | Elizabeth Harman                   | William Harman                   |  |  |       |  |  |           |  |  |                                    |  |
|                                       |                                      | Elizabeth Harman                   | Margaret Butler                  |  |  |       |  |  |           |  |  |                                    |  |
|                                       |                                      | Elizabeth Harman                   |                                  |  |  |       |  |  |           |  |  |                                    |  |